# Lavaselle
Lavaselle (en wallon : À l'Vâsèle) est un hameau de la commune belge de Vaux-sur-Sûre située en Région wallonne dans la province de Luxembourg.
Avant la fusion des communes de 1977, Lavaselle faisait partie de la commune de Sibret.

## Situation et description
Lavaselle est un hameau ardennais situé sur la rive gauche du ruisseau de Brul, un cours d'eau affluent du Laval.
Le hameau est composé de quelques fermes et fermettes toujours en activité. Elles sont toutes bâties en pierre du pays (grès schisteux) et toiture en ardoises donnant une belle unité de ton au hameau. Chaque ferme possède une cour. Quelques hangars en tôle confirment le caractère agricole du hameau.
La localité ne possède pas d'édifice religieux mais une croix en bois placée dans une cour à un carrefour.
Les villages ou hameaux voisins sont Magerotte, Houmont, Chenogne, Mande-Sainte-Marie, Poisson-Moulin et Morhet.